# 我死去的那天
《我死去的那天》是一部2020年上映的韩国懸疑劇情电影，由《金氏漂流记》、《超能力者》的場記朴芝婉擔任編劇並執導，這是她執導的首部電影長片，金憓秀、李姃垠及盧正義主演。影片講述在某個晚上，一名少女留下一封遺書然後離奇消失在懸崖邊，而為了證明少女的失蹤原因是跳海自殺，一名即將復職的刑警去到少女失蹤的村莊進行調查的故事。

## 劇情概要
在某個風雨交加的晚上，少女鄭世珍（盧正義 飾）留下一封遺書後隨即消失於懸崖邊。一名已離職但即將復職的刑警金賢秀（金憓秀 飾）為了證實世珍的失蹤原因是跳海自殺，她來到了世珍失蹤的村莊進行調查和與她身邊的人進行交涉。
詢問過負責保護世珍的警官（李相燁 飾）、一直拒絕聯繫的世珍家人（金善映 飾），以及最後目擊她行蹤的村民（李姃垠 飾） 後，金賢秀發現了世珍內心一直承受着巨大的傷痛，而她的經歷又剛好和自己十分相似，因此令她更加努力地調查世珍失蹤的真正原因……

## 演員陣容

### 主要人物
- 金憓秀 飾演 金賢秀，停職已久而即將復職的刑警。
- 李姃垠 飾演 順天大嬸，最後目擊世珍行蹤的村民。
- 盧正義 飾演 鄭世珍，失蹤少女。

### 其他人物
- 金善映 飾演 敏貞，世珍的家人。
- 李相燁 飾演 朴亨俊，一直以來負責保護世珍的刑警。
- 文晶熙 飾演 靜美
- 金正英 飾演 賢秀的上司
- 林成宰 飾演 金巡警
- 姜妍貞 飾演 道妍
- 姜信哲 飾演 金永基
- 朴智勳 飾演 鄭容鎮
- 鄭榮基 飾演 崔律師
- 朴美賢 飾演 家政幫手
- 金正浩 飾演 里長
- 沈昭英 飾演 阿哲妻子
- 李龍伊 飾演 黃老奶奶
- 李鐘允 飾演 刑警
- 柳淳雄 飾演 永基的岳父
- 尹炳熙 飾演 世珍的主治醫生
- 李智勳 飾演 警衛員
- 河敏 飾演 新屋主大嬸
- 玄宇植 飾演 世珍的朋友
- 李佳京 飾演 禮堂職員

### 特別出演
- 趙漢哲 飾演 吳律師
- 金太勳 飾演 賢秀的丈夫

## 製作
電影於2019年8月29日開拍，同年11月5日殺青。

## 發行

### 票房
上映首日（11月12日）動員2萬6千餘名觀眾觀影，位列單日票房第二位。

### 家庭媒體
2020年12月9日起提供VOD家庭點播、線上放映及下載服務。

## 獎項及提名
| 年份   | 頒獎禮                     | 獎項                      | 入圍者           | 结果 | 備註   |
| ------ | -------------------------- | ------------------------- | ---------------- | ---- | ------ |
| 2021年 | 第57屆百想藝術大獎         | 電影部門 女子最優秀演技獎 | 金憓秀           | 提名 | [ 8 ]  |
| 2021年 | 第57屆百想藝術大獎         | 電影部門 女子配角獎       | 李姃垠           | 提名 | [ 8 ]  |
| 2021年 | 第57屆百想藝術大獎         | 電影部門 新人導演獎       | 朴芝婉           | 提名 | [ 8 ]  |
| 2021年 | 第57屆百想藝術大獎         | 電影部門 劇本獎           | 朴芝婉           | 獲獎 | [ 9 ]  |
| 2021年 | 第42屆青龍電影獎           | 最佳電影                  | 《我死去的那天》 | 提名 | [ 10 ] |
| 2021年 | 第42屆青龍電影獎           | 最佳女主角                | 金憓秀           | 提名 | [ 10 ] |
| 2021年 | 第42屆青龍電影獎           | 最佳女配角                | 李姃垠           | 提名 | [ 10 ] |
| 2021年 | 第42屆青龍電影獎           | 最佳女子新人獎            | 盧正義           | 提名 | [ 10 ] |
| 2021年 | 第42屆青龍電影獎           | 最佳新人導演獎            | 朴芝婉           | 獲獎 | [ 11 ] |
| 2021年 | 第42屆青龍電影獎           | 劇本獎                    | 朴芝婉           | 提名 |        |
| 2021年 | 第26屆春史國際電影節       | 最佳劇本                  | 朴芝婉           | 提名 | [ 12 ] |
| 2021年 | 第26屆春史國際電影節       | 最佳女配角                | 李姃垠           | 提名 | [ 12 ] |
| 2021年 | 第41届韩国电影评论家协会奖 | 十佳电影                  | 《我死去的那天》 | 獲獎 |        |